# Кинески речни делфин
Кинески речни делфин (лат. Lipotes vexillifer) је изумрла врста сисара из породице Lipotidae и парвореда китова зубана (Odontoceti). 

## Распрострањење
Насељавао је слив реке Јангце у Кини.

## Станиште
Станишта врсте су била реке и језера.

## Угроженост
Ова врста се води као изумрла од 2006. године. 